# Pułk Lekkiej Kawalerii Ziemi Stężyckiej
Pułk Lekkiej Kawalerii Ziemi Stężyckiej – polski oddział kawalerii wchodzący w skład wojsk powstańczych okresu insurekcji kościuszkowskiej.

## Formowanie i walki
Pułk sformowany został w czerwcu 1794 w ziemi stężyckiej. Jego organizatorem był generał major ziemski Stanisław Zgliczyński. Jednostka przyjmowała „do szeregu” przede wszystkim kantonistów, ale także i ochotników. 15 czerwca liczyła około 200 osób, a „do boju” mogła wystawić około 120 żołnierzy i 30 koni.  25 lipca pułk przegrupował się na Pragę i zakwaterował się w pobliżu rogatek golędzinowskich. Posiadał wtedy 252 ludzi i 228 koni, a 30 września liczył już 443 żołnierzy i 233 konie.
21 października nastąpił podział pułku. Wydzielono dwa szwadrony (209 ludzi i 206 koni) z przeznaczeniem do 2 pułk przedniej straży, a pozostali w sile 235 „szabel” i 199 koni nadal tworzyli milicyjny pułk lekkiej kawalerii.

## Żołnierze pułku
Organizatorem i dowódcą pułku był  gen. mjr ziemski Stanisław Zgliczyński. Pierwszym majorem był brat generała Wincenty Zgliczyński, a drugim majorem – Bojemski. W pułku służyli także rtm. Kajetan Jaroszewski, por. Ignacy Telatycki,  por. Tomasz Zakrzewski i chor. Antoni Sadowski.